# Lâu đài Bachtobel
Lâu đài Bachtobel là một lâu đài ở đô thị Weinfelden thuộc bang Thurgau của Thụy Sĩ. Đây là một di sản có ý nghĩa quốc gia của Thụy Sĩ.

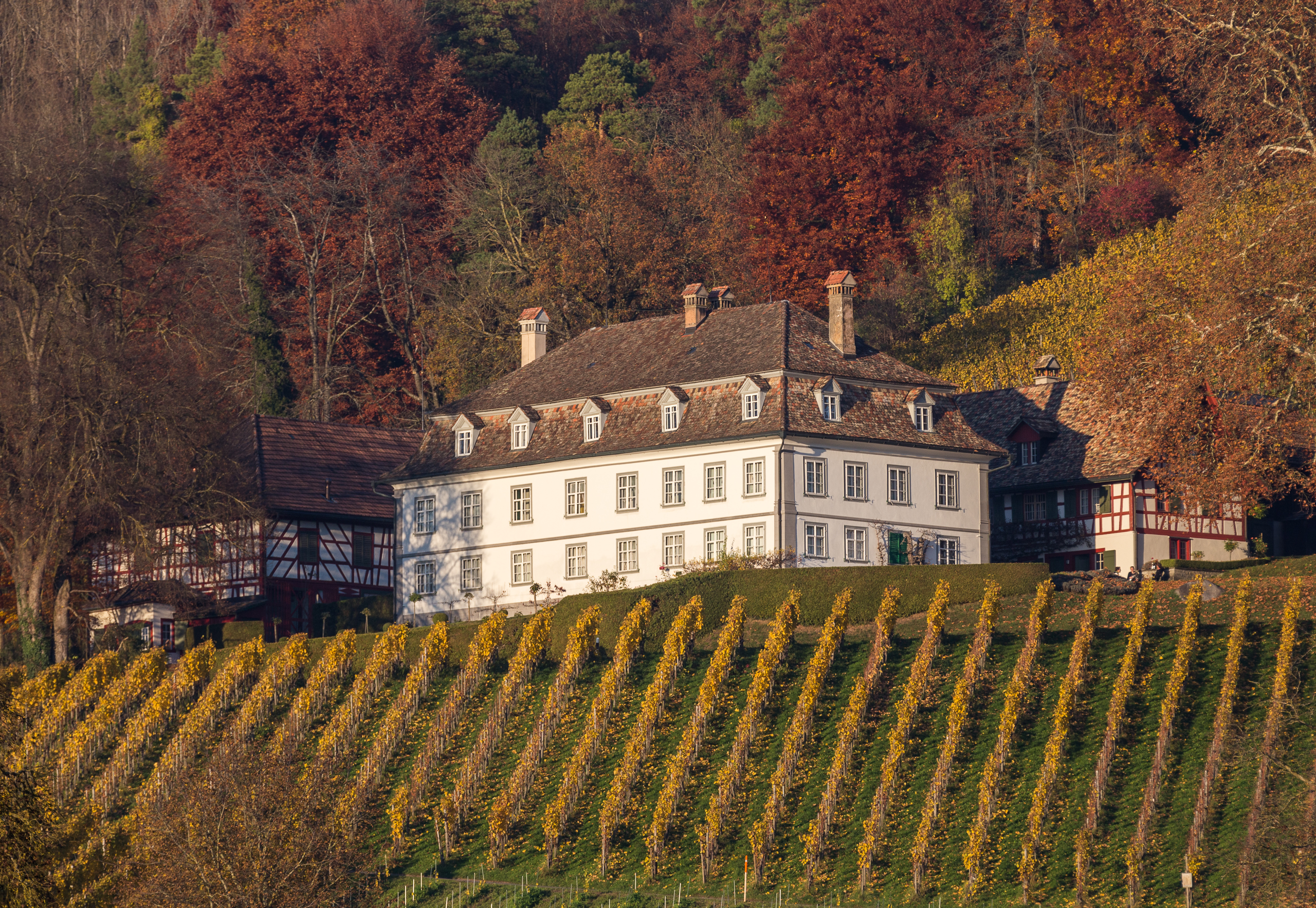
Lâu đài Bachtobel

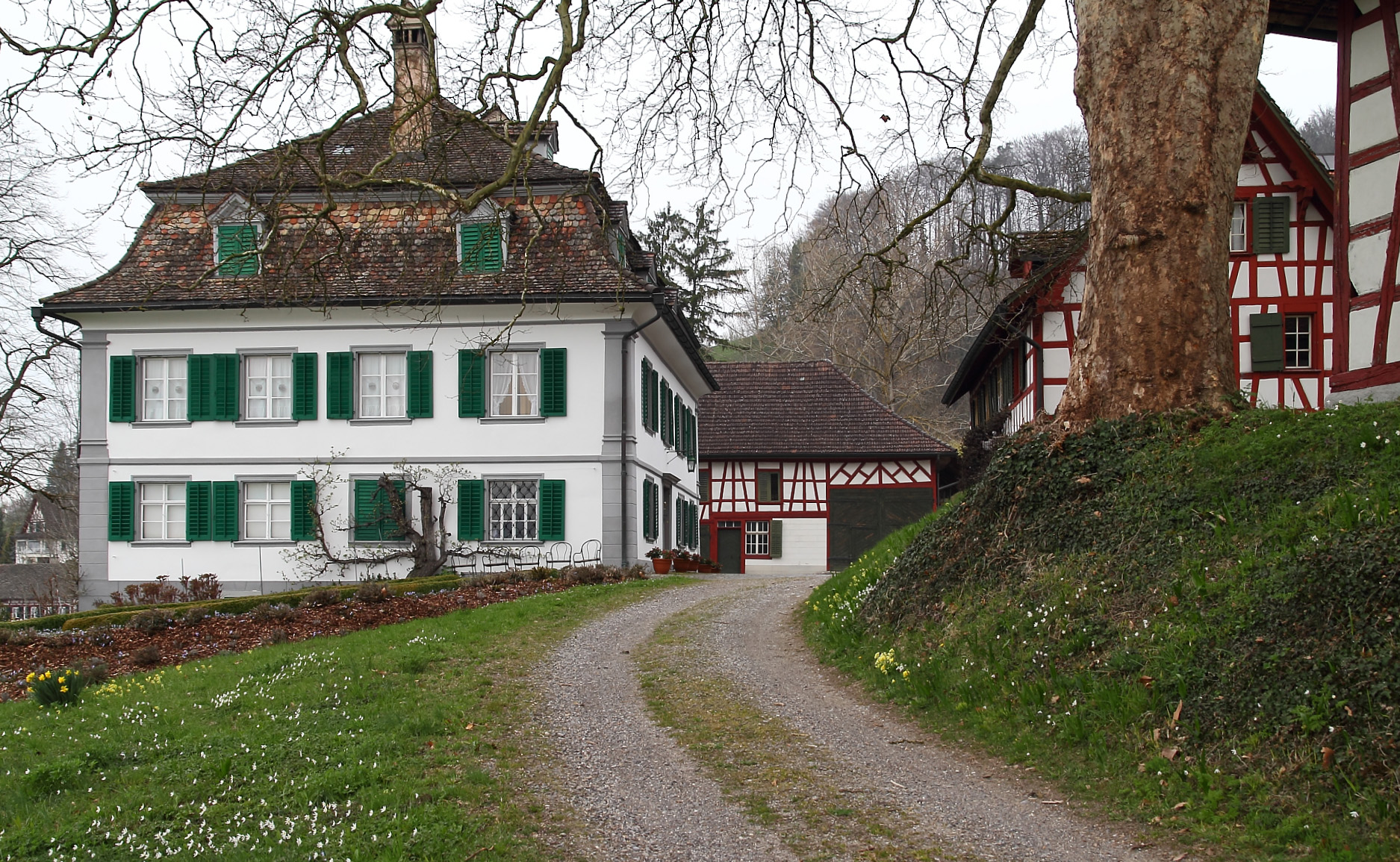
Lâu đài Bachtobel, nhìn từ phía đông